# مردمان پرنده در چین
مردمان پرنده در چین (به ژاپنی: 中国の鳥人) فیلمی ژاپنی به کارگردانی تاکاشی میکه محصول سال ۱۹۹۸ است. این فیلم در مقایسه با برخی آثار مشهور این کارگردان فضای ملایم‌تری دارد.

## داستان
شرکتی در ژاپن مردی جوان را به روستایی دورافتاده در چین می‌فرستد که سنگ‌های یشم سبز یافت شده در آنجا را ارزیابی کند. پیش از رسیدن با مأمور یاکوزایی ملاقات می‌کند که به دنبال وی فرستاده شده تا از گرفتن سود مد نظر رئیس شرکت اطمینان حاصل کند. در نهایت وقتی که به آنجا می‌رسند دختری مرموز توجه آن‌ها را جلب می‌کند که می‌گوید توانایی پرواز مانند پرندگان را به شاگردانش می‌آموزد.